# 拉姆努斯山
拉姆努斯山（英語：Mount Rhamnus），是南極洲的山峰，位於葛拉漢地西岸的法利埃海岸，處於涅墨西斯山東北面3.7公里，海拔高度865米，在1936年由英國探險隊測量，該島嶼現時由南極條約體系管理。